# Canarium
Canarium es un género con unas 75 especies de árboles tropicales pertenecientes a la familia Burseraceae, nativo del África tropical y sur de Asia, desde el sur de Nigeria hasta Madagascar, Mauricio, India, sur de  China, Indonesia y las Filipinas. Son grandes árboles  perennes que alcanza los  40-50 metros de altura, con hojas alternas y pinnadas.

## Usos
Varias especies tienen frutos comestibles. C. indicum y C. ovatum estám entre los más importantes árboles con frutos de Indonesia. Otros importantes son C. luzonicum, que produce la  resina elemi.

## Taxonomía
El género fue descrito por  Carlos Linneo y publicado en Amoenitates Academici . . . 4: 121. 1759. La especie tipo es: Canarium indicum

## Especies seleccionadas
| - Canarium album (Lour.) DC. - pisa de Filipinas - Canarium asperum - Canarium australianum - Canarium bengalense - Canarium commune - Canarium decumanum - Canarium denticulatum - Canarium fusco-calycinum - Canarium harveyi - Canarium indicum L. - árbol de la brea, palsahinguin de Filipinas - Canarium kipella - Canarium liguliferum - Canarium littorale - Canarium luzonicum - Canarium madagascariense - Canarium manii - Canarium mehenbethene - Canarium muelleri | - Canarium odontophyllum - Canarium ovatum - Canarium paniculatum - Canarium patentinervium - Canarium perlisanum - Canarium pimela - Canarium pseudodecumanum - Canarium pseudopatentinervium - Canarium pseudopimela - Canarium pseudosumatranum - Canarium reniforme - Canarium sarawakanum - Canarium schweinfurthii - Canarium strictum - Canarium tramdenum - Canarium whitei - Canarium zeylanicum |